# Chikungunyafieber

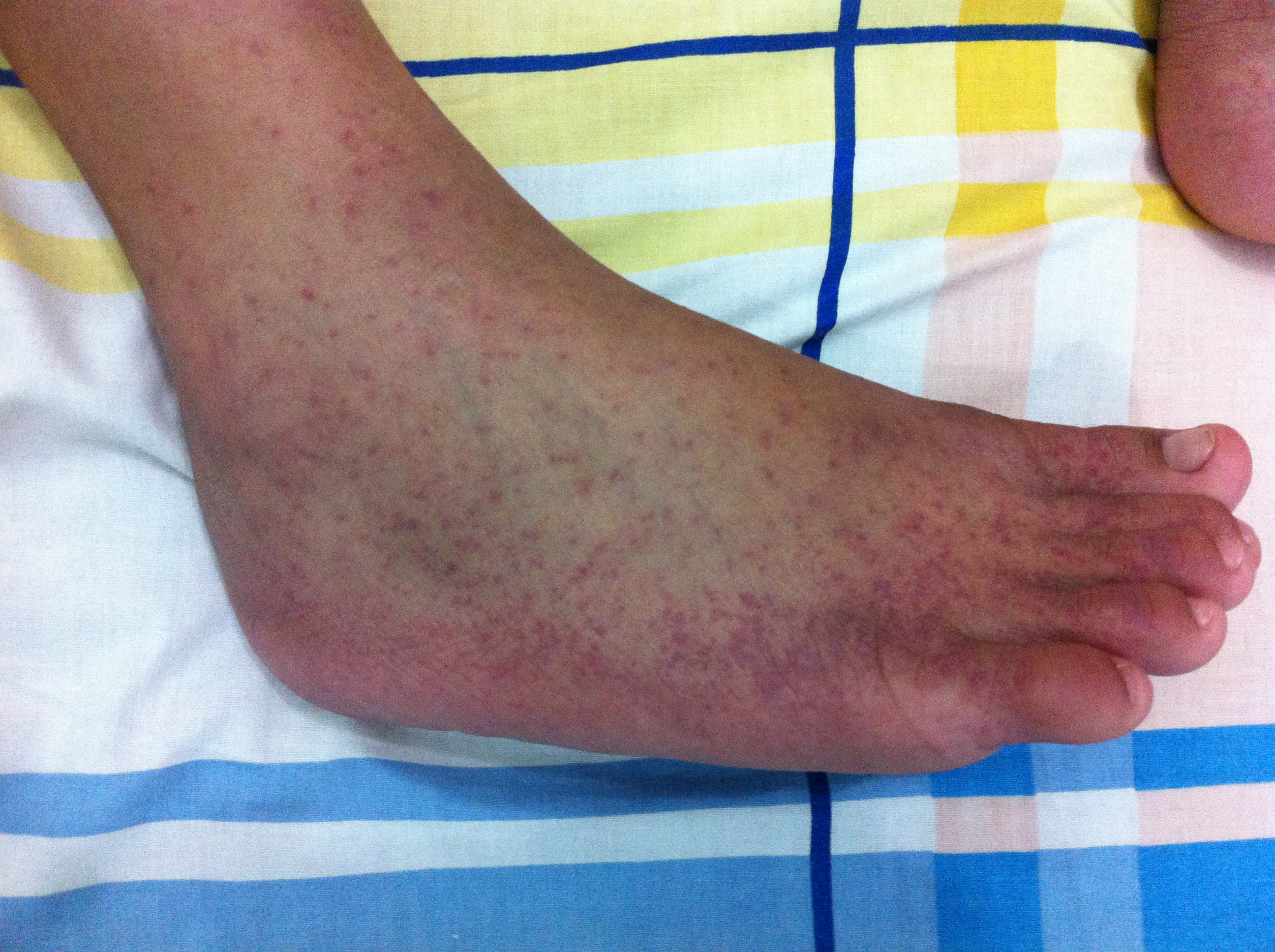
Ein durch das Chikungunya-Virus befallener Fuß

Das Chikungunyafieber ist eine durch das Chikungunya-Virus (CHIKV) ausgelöste, mit Fieber und Gelenkbeschwerden einhergehende tropische Infektionskrankheit, die durch Stechmücken übertragen wird. Die Erkrankung ist insbesondere im östlichen und südlichen Afrika, auf dem indischen Subkontinent sowie in Südostasien verbreitet. Seit einigen Jahren breitet sich die Krankheit auch auf den Inseln im Indischen Ozean, in der Karibik, im karibikküsten-nahen Mittelamerika und im Norden von Südamerika aus.
Das Wort Chikungunya heißt der gekrümmt Gehende und stammt ursprünglich aus der Sprache der Makonde. Im Deutschen wird die Krankheit auch „Gebeugter Mann“ genannt. Die exakte Diagnose kann nur durch Blutuntersuchungen gestellt werden.
Die Krankheit bzw. der Nachweis des Erregers ist in verschiedenem Maße in Deutschland, Österreich oder der Schweiz meldepflichtig. Eine klinische ärztliche Meldepflicht besteht in Deutschland nur dann, wenn die Krankheit in Form eines hämorrhagischen Fiebers verläuft. Dies ist beim Chikungunyafieber, im Gegensatz zu einigen anderen tropischen Viruserkrankungen, nur selten der Fall.
Bei den meisten Betroffenen ist der Krankheitsverlauf gutartig und selbstlimitierend, bleibende Schäden und Todesfälle sind selten. Eine spezifische Behandlungsmöglichkeit existiert derzeit nicht. Zur Vorbeugung kann die Vermehrung und Ausbreitung bestimmter Mückenarten bekämpft werden, Reisende in Risikogebiete können sich durch das Vermeiden von Mückenstichen schützen. Im November 2023 wurde in den USA und im Juni 2024 in der EU erstmals ein Impfstoff zugelassen.

## Erreger

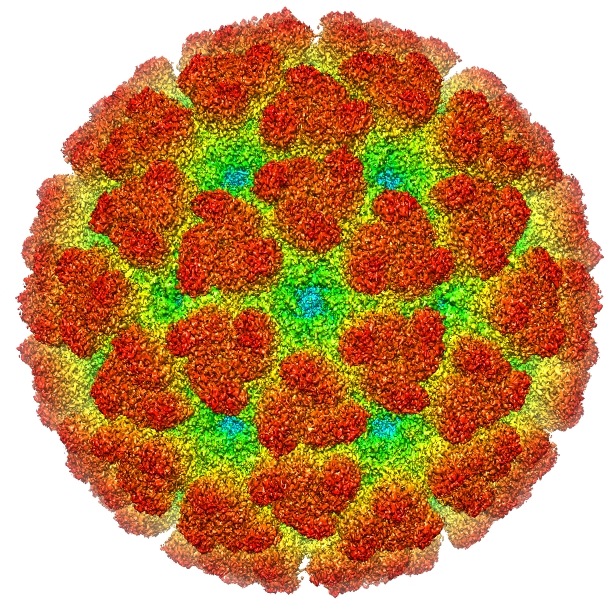
Cryo-Elektronenmikroskopische Rekonstruktion eines Virus-like particle des Chikungunya-Virus

Das krankheitsverursachende Chikungunya-Virus ist ein behülltes Einzel(+)-Strang-RNA-Virus ((+)ssRNA) und gehört zur Gattung Alphavirus aus der Familie der Togaviridae. Außerdem gehört das Virus zur Gruppe der Arboviren, wird also durch einen Biss oder Stich von Gliederfüßern übertragen. Die Entdeckung des Erregers wird auf das Jahr 1953 datiert. Das Virion hat einen Durchmesser von etwa 60 nm und gehört damit zu den kleineren Viren. Es ist empfindlich gegenüber Hitze (über 58 °C), Austrocknung, Seife und Desinfektionsmitteln.
Entsprechend der unterschiedlichen geographischen Verbreitung des Virus (siehe auch unter Vorkommen) wird das Virus heute in fünf verschiedene Varianten eingeteilt, die sich genetisch unterscheiden: eine westafrikanische, eine zentralafrikanische, eine ost- und südafrikanische, eine des Indischen Ozeans sowie eine asiatische.
Die möglichen Übertragungszyklen (Mensch-Mensch = urbaner Zyklus bzw. Tier-Mensch = sylvatischer Zyklus) ähneln wie auch das klinische Krankheitsbild teilweise dem Denguefieber und Gelbfieber. Das Chikungunya-Virus ist eng mit dem das O’nyong-nyong-Fieber verursachenden O’nyong’nyong-Virus verwandt. Als Reservoirwirte sind bislang Affen und Nagetiere festgestellt worden.

## Geschichte und Verbreitung

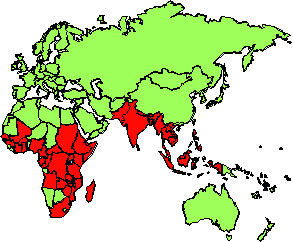
Geografische Verbreitung bis 2006

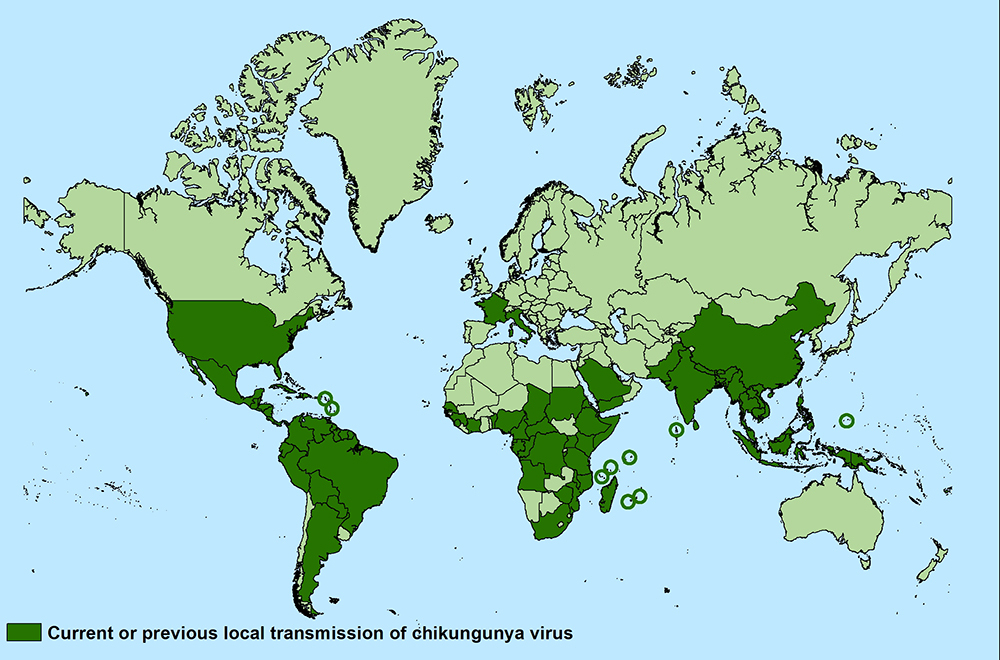
Geografische Verbreitung bis 2020

Das Chikungunyafieber ist erstmals 1952 in Tansania und Uganda beschrieben worden. 1953 wurde das verursachende Virus entdeckt und in beiden Ländern in Zellkulturen isoliert. Später ist die Krankheit sowohl in Westafrika wie auch in Indien, Südostasien und auf den Philippinen ausgebrochen, in Asien erstmals 1958 in Thailand dokumentiert. Die Bevölkerung in diesen Regionen hat sich jedoch als weitgehend immun gegen diesen Krankheitserreger erwiesen. Dies spricht dafür, dass die Krankheit in diesen Gebieten auch schon vor der ersten Beschreibung endemisch war. Mittlerweile hat sich das Chikungunyafieber überwiegend zusammen mit der Asiatischen Tigermücke (Stegomyia albopicta) auf weite Teile des südlichen Afrikas und Südostasiens ausgebreitet. Seit etwa zehn Jahren sind auch Inseln im Pazifik und im Indischen Ozean betroffen. Im letzten Gebiet des Auftretens auf den Inseln vor Ostafrika fehlt den dortigen Bewohnern und den Urlaubern aus Europa eine Immunität. Außerdem besteht in den letzten Jahren die Tendenz, dass sich die afrikanischen Varianten in Richtung Asien ausbreiten.
Ein gehäuftes Vorkommen des Chikungunyafiebers wurde 2015 insbesondere aus folgenden Ländern bzw. Gebieten berichtet: aus Senegal, Gambia, Guinea, Tansania, aus dem Süden und Südosten Asiens (Philippinen, Malaysia, Thailand, Kambodscha, Myanmar, Sri Lanka, Indien, Indonesien, Saudi-Arabien) sowie seit Ende 2013 auch aus einigen karibischen Inseln und aus Südamerika.
Anfang 2022 veröffentlichte CDC eine Liste mit 115 Staaten, aus denen das Chikungunyafieber Stand Oktober 2020 bereits festgestellt wurde, wobei Länder oder Gebiete, in denen nur importierte Fälle dokumentiert wurden, nicht erfasst werden.

### Ausbrüche in Afrika, Asien, Südamerika und der Karibik
Im Jahre 1999 gab es eine Chikungunyaepidemie in der Demokratischen Republik Kongo mit rund 50.000 Betroffenen. In den Jahren 2001 bis 2003 war die indonesische Insel Java von einer Epidemie betroffen, nachdem die Krankheit dort 20 Jahre lang nicht epidemisch aufgetreten war.
Ab Dezember 2005 grassierte auf der französischen Insel La Réunion eine schwere Chikungunya-Epidemie. Diese erreichte im Februar 2006 ihren Höhepunkt, um bis Ende 2006 langsam abzuklingen. Es wurden nach Angaben der Behörden 266.000 Personen und damit etwa ein Drittel der Bevölkerung infiziert, bei 254 Todesfällen im Jahr 2006 wurde das Chikungunyafieber als Ursache vermutet. Von den vermuteten Todesfällen waren überwiegend ältere Menschen (über 70 Jahre) betroffen. Die Epidemie auf La Réunion wurde dadurch begünstigt, dass das Virus dort bislang unbekannt war und die Bevölkerung zuvor keine Immunität besaß. Die wirtschaftlichen Auswirkungen der Epidemie auf die vom Tourismus abhängige Insel könnten schwerwiegend sein.
Auch andere Inseln im Indischen Ozean waren betroffen. In Mauritius erkrankten im Jahre 2005 3.500 Personen. Es gab auch Fälle auf der Komoreninsel Mayotte, in Madagaskar und auf den Seychellen.
Bemerkenswert groß war ein Ausbruch in Indien zwischen Februar 2006 und Mai 2007.
Im Jahr 2013 wurde Chikungunya auf der karibischen Insel St. Martin und damit erstmals in der Neuen Welt nachgewiesen. Anfang Januar 2014 waren neben St. Martin auch Saint-Barthélemy, Martinique und Guadeloupe betroffen. Seit April 2014 ist auch die Dominikanische Republik betroffen, Ende Mai gibt es dort 38.000 Erkrankte. Im Juli 2014 traten in Florida die ersten beiden Fälle von auf dem Festland der USA übertragenen Chikungunya-Infektionen auf.
Im November 2014 wird über fast 10.000 offiziell registrierte Fälle in Venezuela durch den Sozialminister Héctor Rodríguez berichtet. Ende Dezember 2014 wird in Kolumbien durch das nationale Gesundheitsinstitut von mindestens 75.000 Fällen berichtet, mit Bolivar und Norte de Santander als am schwersten betroffenen Regionen.
Im Januar 2015 berichtet die Panamerikanische Gesundheitsorganisation von mindestens 1,1 Millionen Verdachtsfällen in ganz Amerika.
Anfang 2025 breitete sich das Chikungunya-Virus erneut in La Réunion, Mayotte und Mauritius aus. Etwa ein Drittel der Bevölkerung La Réunions wurde infiziert. Weitere Fälle traten in Afrika, Südostasien und auch in Europa auf. Die Weltgesundheitsorganisation rief am 22. Juli 2025 zu dringenden Maßnahmen auf, um eine großflächige Epidemie zu verhindern.

### Infektionen in Europa
In Europa wurde das Chikungunyafieber bisher hauptsächlich als importierte Erkrankung bei rückkehrenden Tropenreisenden diagnostiziert. Eine Ausnahme war ein regional begrenzter Ausbruch in der italienischen Provinz Ravenna (Region Emilia-Romagna) im Sommer 2007. Bis zum 4. September 2007 wurden insgesamt 197 Fälle gemeldet, die meisten davon in den Dörfern Castiglione di Cervia und Castiglione di Ravenna. Die meisten Betroffenen hatten zuvor keine Reise in ein ausländisches Endemiegebiet unternommen. Weiterhin wurde die Erbinformation (RNA) des Virus in örtlichen Populationen der Asiatischen Tigermücke Stegomyia albopicta gefunden. Es gilt daher als bewiesen, dass das Virus sich in Italien lokal verbreitet hatte. Man nimmt an, dass die Epidemie ihren Ausgang von einem Reisenden genommen hat, der am 21. Juni 2007 vom indischen Subkontinent nach Italien eingereist war und bei dem zwei Tage später in Castiglione di Cervia Symptome des Chikungunyafiebers aufgetreten waren. Es wurde ein Todesfall bei einem 83-jährigen Mann mit schweren Vorerkrankungen berichtet.
Weitere Ausnahme ist ein gesicherter Fall in Frankreich, in dem die Krankheit von einer akut erkrankten Tropenrückkehrerin – vermutlich durch Kontakt mit deren Blut – auf eine Krankenschwester übertragen wurde. Ferner eine Erkrankung im Juli 2015; der Erkrankte hatte sich zum Zeitpunkt der Infektion im Gebiet der Valencianischen Gemeinschaft (Spanien) und in der südfranzösischen Region Languedoc-Roussillon aufgehalten. Im Juni 2019 infizierten sich drei isländische Touristen in der spanischen Provinz Alicante mit den Viren. Allerdings hat sich die Asiatische Tigermücke (Stegomyia albopicta) im südlichen Europa bereits relativ weit verbreitet, so dass theoretisch – zumindest im Sommer – die Möglichkeit von Epidemien auch in Europa gegeben ist. Experten der ECDC schätzten das Risiko im Jahr 2006 dafür als begrenzt ein, eine genaue Analyse ist allerdings anhand der momentanen Datenlage noch nicht möglich. Im Herbst 2007 wurden erstmals auch in Deutschland Eier der Asiatischen Tigermücke nachgewiesen.
2014 betrug die Zahl der in Deutschland gemeldeten Fälle 162; zuvor waren seit 2006 jährlich 9 bis 54 Erkrankungsfälle an das Robert Koch-Institut übermittelt worden.
Im September 2017 meldete der Servizio Regionale di Sorveglianza Malattie Infettive der Region Lazio (Italien) eine größere Reihe von in kurzer Folge aufgetretenen Krankheitsfällen (Rom und Lazio 102 verzeichnete Fälle insgesamt, 10 Neuinfektionen vom September 2017). Die betroffenen Personen (5 Erkrankte im Lazio, 5 in Rom) hatten sich alle im Bereich der Stadt Anzio aufgehalten oder Beziehungen zu der Hafenstadt. Nachdem in der italienischen Hauptstadt die Infektionsfälle auf 19 gestiegen waren, wurden am 22. September 2017 71 lokale Bereiche als Risiko-Bereiche deklariert und in der lokalen Presse veröffentlicht (bspw. das Landschaftsschutzgebiet „Pineta Sacchetti“) sowie Maßnahmen zur Mückenbekämpfung in diesen Bereichen angekündigt. Für die Region Lazio wurde die Zahl der gemeldeten Erkrankungen zu diesem Zeitpunkt mit 92 angegeben.
2022 gab es von der Tigermücke in Wien und Graz etablierte Populationen, die auch den Winter überstehen.
2023 geht die ECDC von einer hohen Wahrscheinlichkeit einer Einschleppung des Chikungunya-Virus nach Europa aus.
Anfang Juli 2025 wurde bekannt, dass eine Person an Chikungunya erkrankte, obwohl sie sich ausschließlich im Elsass südlich von Straßburg aufgehalten hatte. Seit Mai 2025 wurden in Frankreich somit 800 importierte und zwölf lokale Fälle gemeldet, auch Italien bestätigte eine Infektion.

## Übertragung

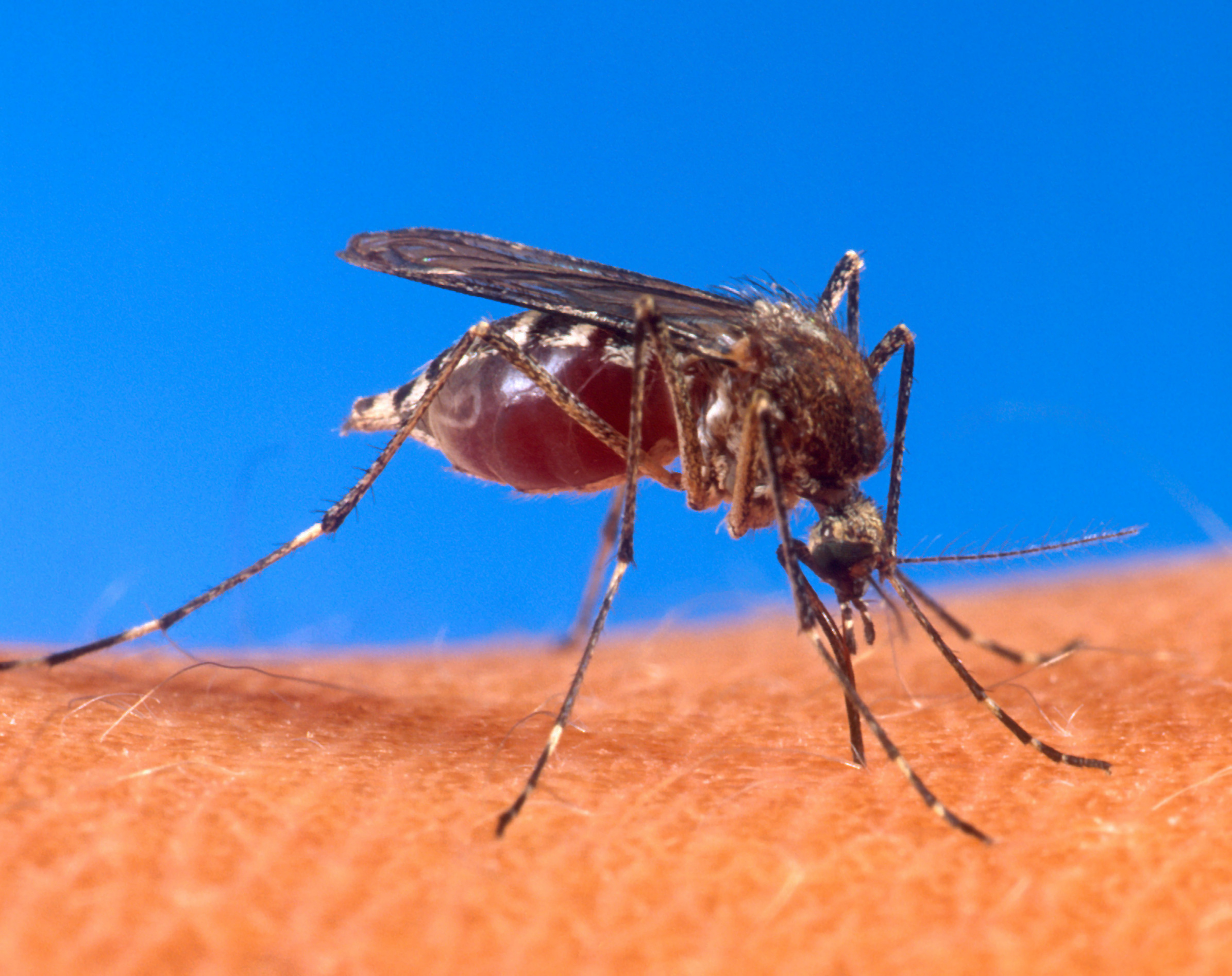
Die weiblichen Gelbfiebermücken gehören zu den nachgewiesenen Überträgern des Chikungunyafiebers

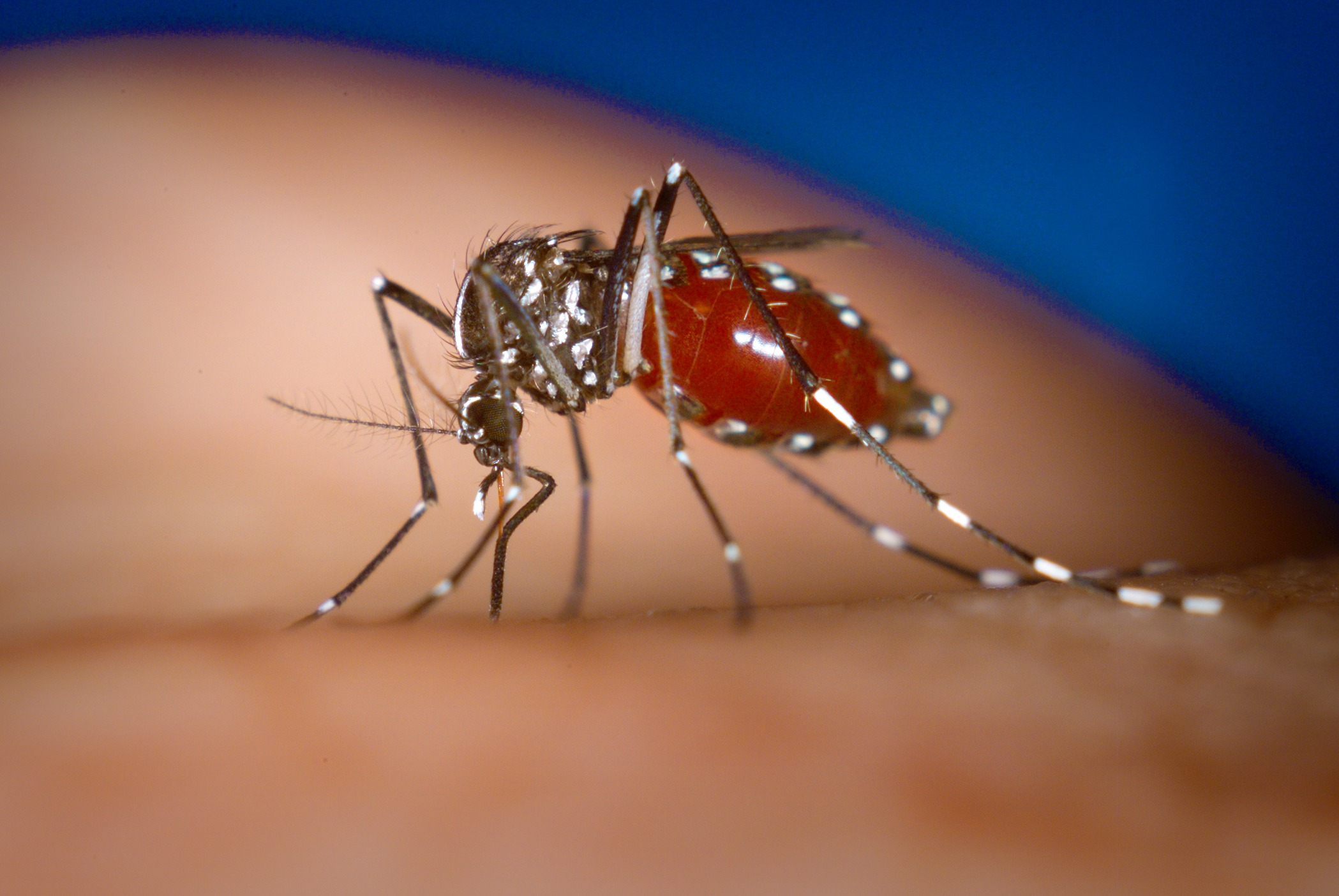
Auch die weiblichen asiatischen Tigermücken gehören zu den nachgewiesenen Überträgern des Chikungunyafiebers

Das Chikungunyafieber kann nach Expertenmeinung theoretisch durch den Stich verschiedener Stechmücken der Gattungen Anopheles (Malariamücken), Stegomyia, Culex und Mansonia übertragen werden. Bislang sind als eindeutige Überträger (Vektoren) die Gelbfiebermücke (Aedes aegypti, syn. Stegomyia aegypti) und die ursprünglich aus Ostasien stammende Asiatische Tigermücke (Aedes albopictus, syn. Stegomyia albopicta) nachgewiesen. Auch diese nur etwa fünf Millimeter große, schwarz-weiß gestreifte und sehr aggressive Mücke, die am Tage sticht und dies teilweise sogar durch die Kleidung hindurch, hat sich weltweit ausgebreitet und überträgt neben dem Chikungunyafieber auch noch das Dengue-Fieber, Gelbfieber, West-Nil-Fieber und weitere Krankheiten. Diese Mückenart kommt mittlerweile überwiegend in den heißen Sommermonaten auch in Südeuropa vor. Während des Ausbruchs in Italien im August 2007 konnte das Virus in dieser Mückenart nachgewiesen werden.
Das Chikungunyafieber wird üblicherweise nicht direkt von Mensch zu Mensch weitergegeben, es sind jedoch bewiesene Einzelfälle berichtet worden. Außerdem wurde die Übertragung von erkrankten schwangeren Frauen auf ihre ungeborenen Kinder nachgewiesen.
Anscheinend wird ein mutierter Stamm des Chikungunya-Virus gerade durch die Asiatische Tigermücke besonders gut übertragen, sodass eine weitere Ausbreitung der Krankheit in Gebieten, in denen diese Stechmücke eingeschleppt wurde, zu befürchten ist.

## Krankheitsverlauf und Symptome
Nach einer kurzen Inkubationszeit von in der Regel drei bis sieben (Maximalbereich zwei bis zwölf) Tagen entwickeln die Betroffenen in der Regel rasch ansteigendes und hohes Fieber mit schweren Gelenkschmerzen bei hoher Berührungsempfindlichkeit, sodass sie sich kaum noch aufrecht halten können. Die Gelenkbeschwerden treten dabei meist in beiden Körperhälften auf. Das Fieber dauert in der Regel nur wenige (im Mittel drei) Tage an.
Andere häufige Symptome sind:
- Muskel- bzw. Gliederschmerzen (70–99 % der Fälle)[41]
- Lymphknotenschwellungen[41]
- Hautausschlag (etwa 50 % der Fälle, meist makulo-papulös mit eingestreuten Inseln normaler Haut, nicht bis mäßig juckend)[41][32]
- punktförmige Hautblutungen (Petechien)
- leichtere Formen von Schleimhautblutungen, beispielsweise aus der Nase oder am Zahnfleisch (ca. 25 % der Fälle)[41]
- Kopfschmerzen
- Erschöpfung („Fatigue“)
- Augenentzündungen (meist als Injektion der Bindehäute erkennbar)
- Magen-Darm-Beschwerden[35]

Normalerweise klingt die Erkrankung nach etwa ein bis zwei Wochen von selbst wieder ab und es bleiben keine Schäden zurück. Auch asymptomatische Verläufe, bei denen die Infizierten keinerlei Beschwerden bemerken, sind möglich.

### Komplikationen
Die oben geschilderten Symptome können gelegentlich wiederkehren oder bis zu mehrere Monate (in seltenen Fällen auch Jahre) anhalten. Insbesondere lang andauernde Gelenkbeschwerden wurden in etwa 5 bis 10 % der Fälle beschrieben. Weiterhin können durch die Erkrankung gelegentlich eine fulminante Leberentzündung (Hepatitis), Herzentzündungen (Perikarditis, Myokarditis), starke neurologische Störungen, Hirnhautentzündungen oder sogar Gehirnschäden verursacht werden. Im Gegensatz zu anderen Viren, die ähnliche Tropenkrankheiten verursachen können, ist aber bei Chikungunya die Verlaufsform eines hämorrhagischen Fiebers sehr selten.
Auf La Réunion kam es im Jahre 2006 bei geschätzten 266.000 Infizierten zu 248 Todesfällen. Die Analyse von Mortalitätsdaten im indischen Ahmedabad ergab ebenfalls einen beunruhigenden Befund: Während einer von August bis November 2006 andauernden Chikungunya-Epidemie wurden fast 3000 Todesfälle mehr als im entsprechenden Zeitraum der vier vorangegangenen Jahre verzeichnet.

## Diagnose
Ein charakteristisches klinisches Zeichen ist die starke Druckschmerzhaftigkeit eines oder beider Handgelenke. In den routinemäßigen Laboruntersuchungen findet man unspezifische Veränderungen wie eine Verringerung der Lymphozytenzahl (Lymphopenie), der Thrombozytenzahl (Thrombozytopenie), der roten Blutkörperchen (Anämie) und Erhöhung verschiedener Enzyme im Serum (vor allem LDH, ASAT, ALAT und CK). Das C-reaktive Protein (CRP) ist meist nur leicht erhöht. IgM-Antikörper sind in den meisten Fällen bereits wenige Tage nach Krankheitsbeginn vorhanden, häufig auch IgG-Antikörper. Zu deren Nachweis stehen verschiedene serologische Methoden wie ELISA, Immunfluoreszenz-, Neutralisations- und Hämagglutinationshemmtests zur Verfügung. In den ersten Tagen der Erkrankung kann die Virus-RNA auch direkt im Blut durch RT-PCR oder Virusanzucht in der Zellkultur nachgewiesen werden. In Frankreich wird daher folgende diagnostische Vorgehensweise empfohlen: Wenn ein Patient sich fünf Tage nach Symptombeginn oder später in einer medizinischen Einrichtung vorstellt, sollte eine serologische Untersuchung durchgeführt werden, davor eine RT-PCR.

### Differenzialdiagnose
Insbesondere die Unterscheidung zum Dengue-Fieber kann Probleme bereiten, da sich die geographische Ausbreitung beider Erkrankungen stark überschneidet und beide Krankheiten sich anhand der Symptome nicht eindeutig unterscheiden lassen. Ähnliche Beschwerden wie das Chikungunyafieber kann auch das seltenere und insbesondere regional auf Ostafrika begrenzte O’nyong-nyong-Fieber verursachen.
Bei der Verlaufsform mit länger bestehenden Beschwerden in Gelenken des Handbereichs kann die Erkrankung als rheumatoide Arthritis fehlgedeutet werden.

## Therapie
Bisher gibt es noch kein wirksames Medikament zur Behandlung dieser Erkrankung. Das verursachende Virus ist zwar seit etwa 50 Jahren bekannt, doch da dieses und das von ihm ausgelöste Chikungunyafieber bisher fast ausschließlich in Entwicklungsländern vorkamen, wurde kaum nach möglichen Medikamenten geforscht. Die Weltgesundheitsorganisation (WHO) zählt die Krankheit daher zu den vernachlässigten Krankheiten.
Es ist lediglich eine Symptomminderung möglich, bei der vor allem zur Bekämpfung der teilweise schweren Gelenkschmerzen nichtsteroidale Antirheumatika gegeben werden können. Die Gabe von Acetylsalicylsäure sollte unbedingt vermieden werden, da dieser Wirkstoff die Funktion der Blutplättchen irreversibel beeinträchtigt und im Rahmen der Erkrankung ein Mangel an Blutplättchen sowie (selten) ein Verlauf mit schweren Blutungen vorkommen kann.

## Vorbeugung
Bis zum Herbst 2023 existierte kein zugelassener Impfstoff zur Vorbeugung dieser Erkrankung. Französische Forscher planten für 2008 erste Tests an Rhesusaffen mit einem bereits vorhandenen Impfstoff aus Beständen der US-Armee. Das United States Army Medical Research Institute of Infectious Diseases hatte schon in den 1980er Jahren einen Impfstoff entwickelt und Dutzende Millionen Einheiten tiefgefroren eingelagert. Eine amtliche Zulassung wurde seitens der US-Forscher aber nicht mehr angestrebt, nachdem die Prioritäten ihrer Tätigkeit verändert worden waren.
Valneva gab Anfang März 2022 den erfolgreichen Abschluss der Phase-3-Studie für seinen Chikungunya-Impfstoffkandidaten VLA1553 bekannt. Die abschließende Analyse zeigte bei 98,9 % der über 4000 gesunden Probanden einen Monat bzw. bei 96,3 % sechs Monate nach der Einmalimpfung den gewünschten Immunschutz. Bei VLA1553 (Handelsname: Ixchiq) handelt es sich um einen Lebendimpfstoff. 2023 ließ die US-Arzneimittelbehörde (FDA) den Impfstoff als Einzeldosis zu, im Juni 2024 folgte die EU-Zulassung des Impfstoffs für Erwachsene, ab April 2025 wurde diese dann auf Personen ab 12 Jahren erweitert. Die EMA hatte im Mai 2025 die Anwendung bei über 65-Jährigen vorübergehend ausgesetzt, angeführt wurden Sicherheitsbedenken bei älteren Menschen. Diese Einschränkung wurde aber im Juli 2025 wieder aufgehoben. VLA1553 wird einmalig subkutan appliziert, eine Auffrischung ist nicht nötig.
Im Februar 2025 wurde von Bavarian Nordic ein Totimpfstoff aus virusähnlichen Partikeln mit dem Handelsnamen Vimkunya für Personen ab 12 Jahren in der EU zugelassen. Dieser Impfstoff wird einmalig intramuskulär injiziert, auch hier ist eine Auffrischung nicht erforderlich.
Ohne Impfung waren bisher die einzig wirksamen vorbeugenden Gegenmaßnahmen die Bekämpfung der Mücken, geschlossene Kleidung, Mückenspray und Moskitonetze. Die Mückenbekämpfung in tropischen Regionen ist schwierig, da diese Insekten besonders zur Regenzeit dort auftreten, wo eine chemische Bekämpfung kaum möglich ist, ohne die Fauna nachhaltig zu schädigen. Im häuslichen Bereich ist eine Vorbeugung möglich, indem stehende Wasseransammlungen vermieden werden. Dies erschwert die Vermehrung der Überträgermücken.

## Meldepflicht
Chikungunya-Fieber ist in Österreich gemäß § 1 Abs. 1 Nummer 1 Epidemiegesetz 1950 bei Erkrankung und Tod anzeigepflichtig. Zur Anzeige verpflichtet sind unter anderen Ärzte und Labore (§ 3 Epidemiegesetz).
In der Schweiz besteht Meldepflicht bei positiven laboranalytischen Befunden für die Krankheit „Chikunguna-Fieber“/Chikungunya-Fieber durch Ärzte, Spitäler usw. Dies ergibt sich aus dem Epidemiengesetz (EpG) in Verbindung mit der Epidemienverordnung und Anhang 1 der Verordnung des EDI über die Meldung von Beobachtungen übertragbarer Krankheiten des Menschen.
In Deutschland ist der Verdacht einer Erkrankung, die Erkrankung und der Tod an virusbedingte[m] hämorrhagisches Fieber namentlich meldepflichtig nach § 6 Infektionsschutzgesetz (IfSG). Meldepflichtig sind bei hämorrhagischem Fieber der feststellende Arzt usw. (§ 8 IfSG). Eine unverzügliche Isolierung bzw. Quarantäne ist im Gegensatz zu fast allen anderen Infektionen bei von Mensch zu Mensch übertragbaren hämorrhagischen Fiebern für den Erkrankten und der Erkrankung Verdächtigen zwingend vorgeschrieben (§ 30 Abs. 1 Satz 1 IfSG [Absonderung], zusammen mit Lungenpest).